# (11155) Kinpu
(11155) Kinpu est un astéroïde de la ceinture principale.

## Description
(11155) Kinpu est un astéroïde de la ceinture principale. Il fut découvert le 31 décembre 1997 à Ōizumi par Takao Kobayashi. Il présente une orbite caractérisée par un demi-grand axe de 2,29 UA, une excentricité de 0,12 et une inclinaison de 5,4° par rapport à l'écliptique.

## Compléments